# Журнал новейших открытий и изобретений
«Журнал новейших открытий и изобретений» — общедоступный еженедельный иллюстрированный журнал об успехах техники и естествознания в их практическом приложении к задачам промышленности и жизни. Издавался в Санкт-Петербурге в 1896—1902 гг. Издатель-редактор Н. А. Песоцкий; начиная с № 45 за 1899 год соиздатель П. Ф. Давыдов. С № 49 за 1899 г. издатель П. Ф. Давыдов, редактор Н. А. Песоцкий. Формат: in quatro. Несмотря на заявленную «общедоступность», журнал ориентировался прежде всего на специалистов (техников и инженеров). Поэтому печатавшийся весьма мелким шрифтом текст сопровождался схемами, формулами, чертежами.
Приложением к журналу в 1896—1898 гг. выходила «Общедоступная техническая энциклопедия».
В 1901 году вышли только номера с 1-го (6 января) по 22-23 (2/9 апреля). В 1902 году издание было возобновлено, но вышли только номера с 1-го (7 января) по 8-й (26 февраля).